# Timlilt
Timlilt (franska: Timlilt (CR), Timlilt (Commune Rurale), arabiska: تاولوكلت) är en kommun i Marocko.   Den ligger i provinsen Chichaoua och regionen Marrakech-Safi, i den centrala delen av landet, 400 km sydväst om huvudstaden Rabat. Antalet invånare är 7 186.